# Chondracanthus lophii
Chondracanthus lophii är en kräftdjursart som beskrevs av Johnston 1836. Chondracanthus lophii ingår i släktet Chondracanthus och familjen Chondracanthidae. Det är osäkert om arten förekommer i Sverige. Inga underarter finns listade i Catalogue of Life.